# Glomus mosseae
Glomus mosseae är en svampart som först beskrevs av T.H. Nicolson & Gerd., och fick sitt nu gällande namn av Gerd. & Trappe 1974. Glomus mosseae ingår i släktet Glomus och familjen Glomeraceae.   Inga underarter finns listade i Catalogue of Life.